# Paul D. Boyer
Paul Delos Boyer (Provo, Utah; 31 de julio de 1918-Los Ángeles, 2 de junio de 2018) fue un químico estadounidense, galardonado con el Premio Nobel de Química de 1997.

## Biografía
Estudió química en la Universidad Brigham Young, perteneciente a la Iglesia Mormona, donde se graduó en 1939. En 1943 realizó el doctorado en bioquímica en la Universidad de Wisconsin-Madison.
En 1956 fue nombrado profesor de química en la Universidad de Minnesota, y desde 1963 fue profesor en el Departamento de Química y Bioquímica de la Universidad de California en Los Ángeles.

## Investigaciones científicas
Después de su doctorado realizó investigaciones en los laboratorios de las Universidades Stanford y Minnesota sobre la estabilización del sérum para las transfusiones, y posteriormente sobre la cinética de los mecanismos químicos de las enzimas.
Desde su posición en la Universidad de California en Los Ángeles, y al lado de John E. Walker, ha desarrollado métodos para estudiar la síntesis química de las enzimas que catalizan el adenosín trifosfato, el principal aportador de energía a los organismos. Además consiguieron unir las dos moléculas formantes del fosfato: el adenosín trifosfato o ATP y la adenosín difosfato o ADP.
En 1997 fue galardonado, junto con su colaborador John E. Walker, con la mitad del Premio Nobel de Química por el descubrimiento de la síntesis de la molécula de la adenosina trifosfato. La otra mitad del premio recayó en el químico danés Jens Christian Skou por el descubrimiento de la enzima transportadora de iones de sodio y potasio, la bomba sodio-potasio.